# Progomphus serenus
Progomphus serenus – gatunek ważki z rodziny gadziogłówkowatych (Gomphidae). Występuje na terenie Karaibów.